# Rhododendron 'Snow White'
Rhododendron 'Snow White' er en sort af Haveazalea med mørkerøde blomster. Den blomstrer fra begyndelsen af juni.

## Beskrivelse
Rhododendron 'Snow White' har en middelkraftig, tæt, opret vækstform. Planten er hårdfør. Den er egnet til sol/halvskygge i surbundsbedet.